# Jesús Isijara
Jesús Isijara (* 26. September 1989 in Navolato, Sinaloa), auch bekannt unter dem Spitznamen El Ratón (Die Maus), ist ein mexikanischer Fußballspieler, der vorwiegend im Mittelfeld agiert.

## Laufbahn
Isijara startete seine fußballerische Laufbahn bei Amateurmannschaften in der Liga von Mazatlán und wurde von Talentscouts des Club Necaxa entdeckt, die ihn verpflichteten. Bei der ersten Mannschaft, die seinerzeit noch in der höchsten mexikanischen Spielklasse vertreten war, kam Isijara zwar nicht zum Einsatz, dafür aber immerhin in den Reservemannschaften, die in der Segunda und Tercera División spielten.
Für die Saison 2009/10 wurde Isijara an den Zweitligisten Albinegros de Orizaba ausgeliehen und in der folgenden Saison an den Erstligakonkurrenten San Luis FC. 
Nach dem abermaligen Abstieg des Club Necaxa, der seit Sommer 2011 dauerhaft in der zweiten Liga vertreten ist, spielt Isijara für die erste Mannschaft der Necaxistas und hat sich längst zum Stammspieler etabliert, der bereits mehr als einhundert Punktspieleinsätze für das Team aus Aguascalientes absolvierte.